# Fútbol Club Barcelona "C"
El Fútbol Club Barcelona C fue un club de fútbol de la ciudad de Barcelona, España. Fue fundado en 1967 y desapareció en 2007

## Historia
El club se fundó el año 1967 con el nombre de F. C. Barcelona Amateur. En el año 1993 fue renombrado y se convirtió en el Fútbol Club Barcelona C. En el año 2007 a causa del descenso del Fútbol Club Barcelona "B" a Tercera División, el equipo descendió automáticamente a la Liga Provincial Catalana. El entonces Presidente Joan Laporta, tomó la decisión de no inscribir al club en la Primera División Catalana para la próxima temporada 2007/08, lo que supuso la desaparición del segundo filial azulgrana.

## Palmarés

### Torneos nacionales
| Competición                               | Títulos                            | Subcampeonatos                                 |
| ----------------------------------------- | ---------------------------------- | ---------------------------------------------- |
| Copa Generalitat (1)                      | 1984                               |                                                |
| Tercera División de España (3/1)          | 1983/84, 1986/87, 1997/98          | 1989-90                                        |
| Campeonato de España de Aficionados (6/8) | 1949, 1952, 1961, 1971, 1980, 1982 | 1944, 1945, 1962, 1963, 1965, 1966, 1967, 1968 |

Ninguno

## Datos del club
El equipo disputó cinco temporadas en Segunda División B y 25 en Tercera División.

### Detalle de las temporadas
| Temporada | Categoría       | Posición | Copa del Rey | Entrenador             | Presidente        |
| --------- | --------------- | -------- | ------------ | ---------------------- | ----------------- |
| 1970-71   | 1.ª Regional    | 3º       | No clasifica | Josep Medina Luna      | Agustí Montal     |
| 1971-72   | 1.ª Regional    | 9º       | No clasifica | Josep Medina Luna      | Agustí Montal     |
| 1972-73   | 1.ª Regional    | 2º       | No clasifica | Josep Medina Luna      | Agustí Montal     |
| 1973-74   | 1.ª Regional    | 1º       | No clasifica | Josep Medina Luna      | Agustí Montal     |
| 1974-75   | Reg. Preferente | 3º       | No clasifica | Josep Medina Luna      | Agustí Montal     |
| 1975-76   | Reg. Preferente | 4º       | No clasifica | Josep Medina Luna      | Agustí Montal     |
| 1976-77   | Reg. Preferente | 14º      | No clasifica | Antoni Torres Garcia   | Agustí Montal     |
| 1977-78   | 3.ª División    | 5º       | No clasifica | Antoni Torres Garcia   | Raimon Carrasco   |
| 1978-79   | 3.ª División    | 6º       | No clasifica | Waldo Ramos            | Josep Lluís Núñez |
| 1979-80   | 3.ª División    | 5º       | No clasifica | José Luis Romero       | Josep Lluís Núñez |
| 1980-81   | 3.ª División    | 5º       | No clasifica | Francesc Xavier Prat   | Josep Lluís Núñez |
| 1981-82   | 3.ª División    | 4º       | 3.ª Ronda    | Jaume Olivé            | Josep Lluís Núñez |
| 1982-83   | 3.ª División    | 9º       | 1.ª Ronda    | Jaume Olivé            | Josep Lluís Núñez |
| 1983-84   | 3.ª División    | 1º       | No clasifica | Joan Martínez Vilaseca | Josep Lluís Núñez |
| 1984-85   | 2.ª División B  | 16º      | 1.ª Ronda    | Lluís Pujol            | Josep Lluís Núñez |
| 1985-86   | 2.ª División B  | 19º      | No clasifica | Lluís Pujol            | Josep Lluís Núñez |
| 1986-87   | 3.ª División    | 1º       | No clasifica | Lluís Pujol            | Josep Lluís Núñez |
| 1987-88   | 2.ª División B  | 9º       | 2.ª Ronda    | Quique Costas          | Josep Lluís Núñez |
| 1988-89   | 2.ª División B  | 11º      | 1.ª Ronda    | Quique Costas          | Josep Lluís Núñez |
| 1989-90   | 3.ª División    | 2º       | No clasifica | Toño de la Cruz        | Josep Lluís Núñez |
| 1990-91   | 3.ª División    | 8º       | No clasifica | Pedro Valentín Mora    | Josep Lluís Núñez |
| 1991-92   | 3.ª División    | 5º       | No clasifica | Toño de la Cruz        | Josep Lluís Núñez |
| 1992-93   | 3.ª División    | 11º      | No clasifica | Toño de la Cruz        | Josep Lluís Núñez |
| 1993-94   | 3.ª División    | 3º       | No clasifica | Toño de la Cruz        | Josep Lluís Núñez |
| 1994-95   | 3.ª División    | 3º       | No clasifica | Toño de la Cruz        | Josep Lluís Núñez |
| 1995-96   | 2.ª División B  | 19º      | No clasifica | Toño de la Cruz        | Josep Lluís Núñez |
| 1996-97   | 3.ª División    | 2º       | No clasifica | Josep Maria Gonzalvo   | Josep Lluís Núñez |
| 1997-98   | 3.ª División    | 1º       | No clasifica | Joan Vilà              | Josep Lluís Núñez |
| 1998-99   | 3.ª División    | 9º       | No clasifica | Joan Vilà              | Josep Lluís Núñez |
| 1999-00   | 3.ª División    | 9º       | No clasifica | Joan Vilà              | Josep Lluís Núñez |
| 2000-01   | 3.ª División    | 5º       | No clasifica | Joan Vilà              | Joan Gaspart      |
| 2001-02   | 3.ª División    | 7º       | No clasifica | Esteban Vigo           | Joan Gaspart      |
| 2002-03   | 3.ª División    | 5º       | No clasifica | Esteban Vigo           | Joan Gaspart      |
| 2003-04   | 3.ª División    | 9º       | No clasifica | Pep Boada              | Joan Laporta      |
| 2004-05   | 3.ª División    | 15º      | No clasifica | Pep Boada              | Joan Laporta      |
| 2005-06   | 3.ª División    | 14º      | No clasifica | Juan Carlos Pérez Rojo | Joan Laporta      |
| 2006-07   | 3.ª División    | 13º      | No clasifica | Juan Carlos Pérez Rojo | Joan Laporta      |

- Ascenso de categoría.  Descenso de categoría.
- La Segunda División B de España se introduce en 1977 como categoría intermedia entre la Segunda y la Tercera División.
- Participó en la Copa del Rey con el nombre de Barcelona Aficionados.

## Estadios

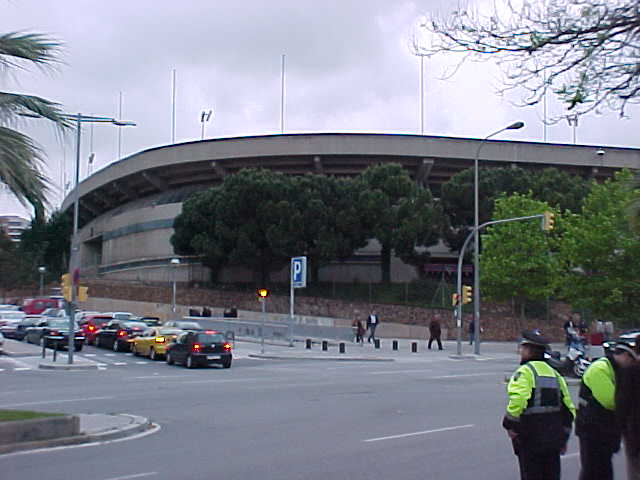
Vista exterior del Mini Estadi

Inicialmente jugaba sus partidos en el Campo de Fabra y Coats, que compartía con otros filiales barcelonistas, como el Atlético Cataluña CF. Estaba situado en el paseo de Fabra y Puig, en del barrio de San Andrés de Palomar de Barcelona, y tenía capacidad para 12000 espectadores.
En 1982 se trasladó al Mini Estadi, construido ese mismo año junto al Camp Nou. Compartió este estadio con el F. C. Barcelona "B" hasta su disolución en 2007.